# Vụ rơi máy bay Su-22UM3 của Không quân Việt Nam 2018
Vụ rơi máy bay Su-22UM3 của Không quân Việt Nam xảy ra trong chuyến bay huấn luyện của Đoàn không quân Sao Đỏ (Trung đoàn Không quân 921), Sư đoàn 371, Quân chủng Phòng không - Không quân, Quân đội nhân dân Việt Nam vào ngày 26 tháng 7 năm 2018.

## Tai nạn
Vào lúc 11h16 ngày 26 tháng 7, máy bay Su-22 số hiệu 8551 thực hiện bay huấn luyện, mất liên lạc lúc 11h35. Máy bay rơi tại vùng núi thuộc làng Dừa, xã Nghĩa Yên, huyện Nghĩa Đàn, tỉnh Nghệ An.

## Tìm kiếm
Sau khi xảy ra vụ việc, Bộ Quốc phòng Việt Nam đã chỉ đạo Quân chủng Phòng không - Không quân phối hợp với các đơn vị liên quan trên địa bàn tổ chức cứu hộ, cứu nạn, khắc phục hậu quả. Khoảng 220 người (50 bộ đội, 70 dân quân và 100 lực lượng khác); 4 xe ôtô, 2 xe cứu hoả, 2 xe cứu thương cùng tham gia tìm kiếm cứu nạn ở xã Nghĩa Yên. Tối 26 tháng 7, các lực lượng chức năng đã tìm được thi thể 2 phi công và được đưa về Nhà tang lễ Quân khu 4, thành phố Vinh.
Ngày 27 tháng 7, ông Nguyễn Văn Thông - Phó Bí thư tỉnh ủy Nghệ An và thuộc Ban chỉ đạo tìm kiếm cứu nạn tỉnh Nghệ An cho biết lực lượng chức năng đã tìm thấy hộp đen của phi cơ. Hộp đen được phát hiện ngay gần vị trí máy bay rơi, bị vùi lấp dưới mặt đất, cách vị trí máy bay rơi khoảng vài chục mét. Hộp đen vẫn còn nguyên vẹn đã được lực lượng làm nhiệm vụ thu giữ để khai thác các dữ liệu về chuyến bay, phục vụ việc phân tích, tìm kiếm nguyên nhân chính xác gây ra vụ tai nạn. Công tác tìm kiếm đã kết thúc chiều cùng ngày.

## Thông tin phi hành đoàn
| STT | Họ tên         | Cấp bậc   | Quê quán             | Chức vụ                                                          |
| --- | -------------- | --------- | -------------------- | ---------------------------------------------------------------- |
| 1   | Khuất Mạnh Trí | Thượng tá | Sơn Tây, Hà Nội      | Trung đoàn phó kiêm Tham mưu trưởng Trung đoàn không quân Sao Đỏ |
| 2   | Phạm Giang Nam | Đại tá    | Thái Thụy, Thái Bình | Chủ nhiệm an toàn bay Trung đoàn không quân Sao Đỏ               |

## Liên quan

### Truy tặng
Ngày 27 tháng 7 năm 2018, ghi nhận sự hy sinh của hai phi công, Bộ trưởng Bộ Quốc phòng Việt Nam ký quyết định truy thăng quân hàm sĩ quan đối với phi công Phạm Giang Nam (sinh năm 1972, quê Thái Thụy, Thái Bình) truy thăng quân hàm sĩ quan từ Thượng tá lên Đại tá; phi công Khuất Mạnh Trí (sinh năm 1978, quê Sơn Tây, Hà Nội) truy thăng quân hàm sĩ quan từ Trung tá lên Thượng tá. Bộ Quốc phòng Việt Nam cũng đề nghị Thủ tướng Việt Nam ký quyết định công nhận liệt sĩ với hai quân nhân. Cùng ngày, Thủ tướng chính phủ đã ký Quyết định 919/QĐ-TTg cấp bằng "Tổ quốc ghi công" cho hai liệt sỹ 

### Tang lễ
Tang lễ tiễn đưa hai phi công trực thăng diễn ra ngày 28 tháng 7 năm 2018 tại nhà tang lễ Bệnh viện Quân y 4, Quân khu 4 (Vinh, Nghệ An). Sau lễ truy điệu, thi hài hai phi công được đưa về hỏa táng tại Đài hoá thân Hoàn Vũ, Văn Điển, Hà Nội và an táng tại quê nhà.